# メディア (媒体)
メディア（media）は、情報の記録・伝達・保管などに用いられる物や装置のことである。媒体（ばいたい）などと訳されることもある。
記録・保管のための媒体（記録媒体、記憶装置）と伝達・コミュニケーションのための媒体に大別することができる。
また不特定多数の受け手を対象に情報を発信する報道機関の「マスメディア」や「マスコミ」を指すこともある。

## メディアの例

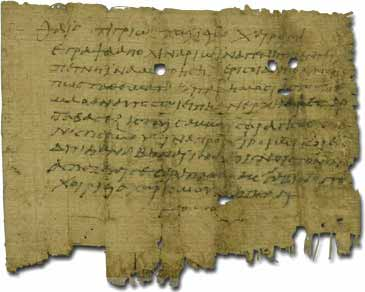
パピルスに残された文章

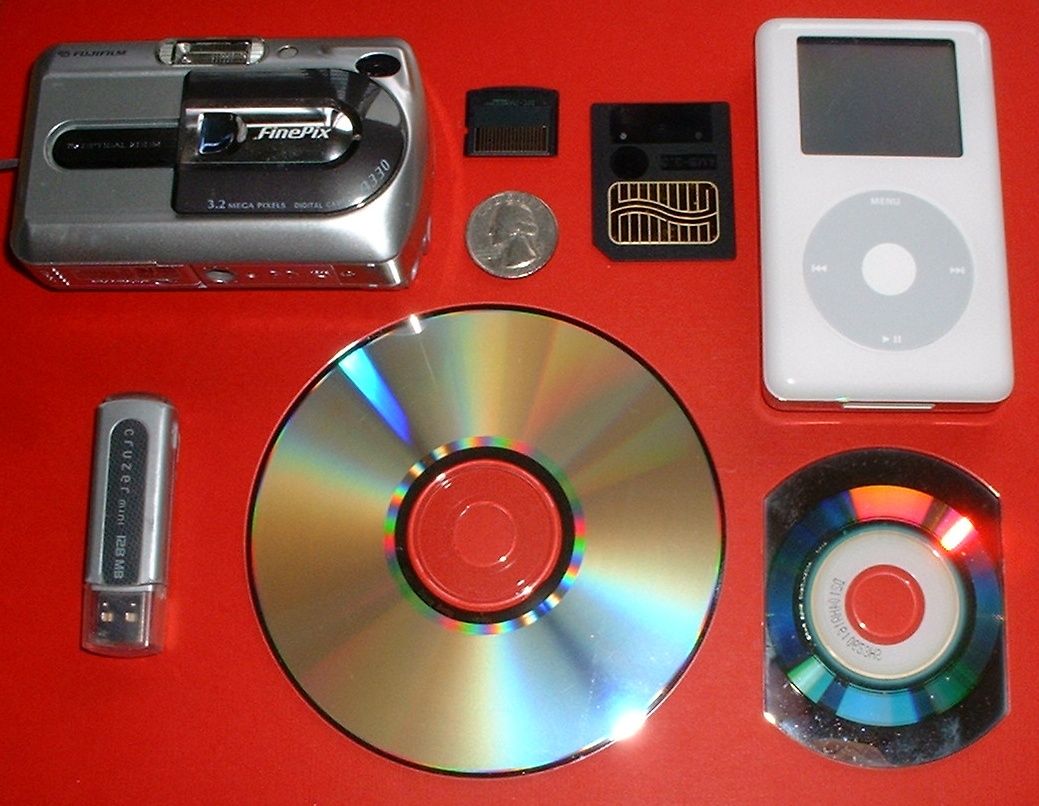
様々な電子記憶媒体

文字や音声、コンピュータで扱うデータなどの情報を記録・保管する際には紙や磁気テープ、CD-ROM、フロッピーディスクなどが使用される。
音楽や文章、声、映像などの情報を伝達する際にはCDや手紙、電話、テレビなどが使用される。
新聞、テレビ、ラジオなどは報道機関およびコミュニケーションとしてのメディアである。
なおメディアを広義に捉える場合には、ある情報が、送り手から受け手に届くまでに経由する媒介全てを指すことになる。例えばテレビでニュースキャスターが、事件についてのニュースを読み上げる様子を、視聴者が見ている場面において、ニュース原稿としてキャスターの手に書かれている言葉は、視聴者に届くまでに、少なくとも次のような諸要素に媒介される。
- 放送局内
  - 原稿を読むキャスターの視力や判断力
  - 声や表情
  - 空気の振動（音）や光の波長（色）
  - マイクロフォンやビデオカメラなど撮影機材
  - 編集機材（副調整室の中）
  - 撮影機材、編集機材を操作する各種スタッフ（カメラマン、ミキサーなど）
  - ケーブルや無線（通信衛星も含む）の通信
- テレビ局（送信所）からの放送用電波
- テレビ受像機

また、ここで、ニュース原稿自体がやはりメディアの一種であり、ニュース原稿の書き手、言葉などを媒介として報道の対象である「事件」を伝えているものである、と考えることもできる。また、実際に報道研究やメディア論などではそのような観点からジャーナリストの持つ価値観や言葉について注目することも多く見られる。
いわゆる生放送でない場合には記録、輸送、保管、再生などのプロセスがここに加わることになるが、これらも広義にはメディアの一種である。

## コミュニケーション・メディアの諸形態
コミュニケーションのためのメディアは、いくつかの形態に分類される。

### マスメディア

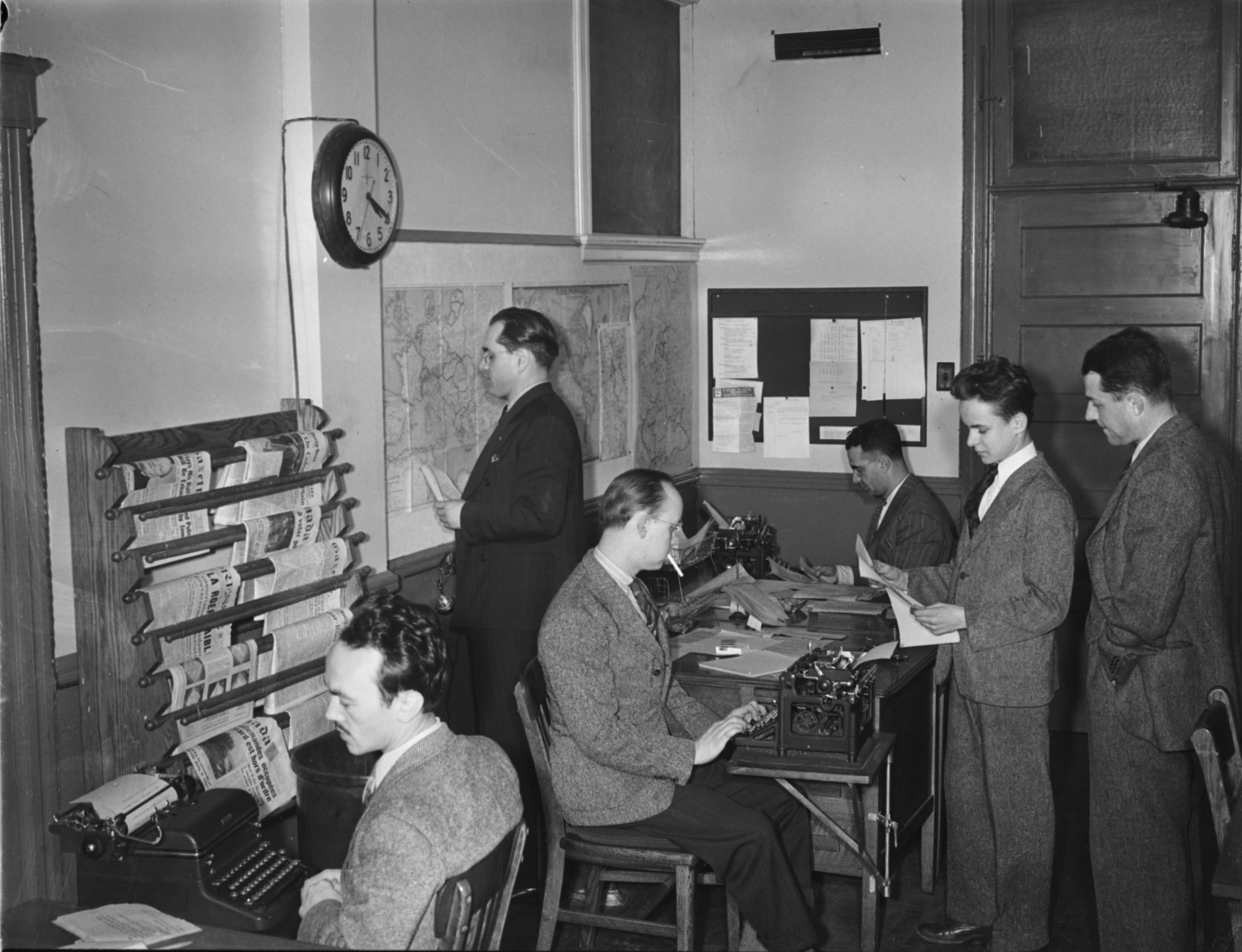
マスメディアの一例　ラジオ放送局（カナダ）

マスメディアは特定少数の送り手が、何らかの情報を不特定多数の受け手に向けて伝達する際に用いられる。
典型的なイメージはテレビ、新聞、雑誌、ラジオ、などいわゆる報道に関わる諸機関だが、その他に、映画、音楽、出版業界をここに含めることが多い。
なお、これら個々の項目は、一般的に馴染みが深く、多用されている用語だが、実際には明快な細分類にはなっていない。テレビは映画や音楽を部分的に含み、ラジオも音楽と重なる部分がある。
本、レコード、コンパクトディスク、映画館など、他にも様々な物や施設をここに含めることができる。
マスメディアはしばしば情報の独占、表現の手段の独占、ツリー構造、ヒエラルキー構造などと結びつけて考えられ、否定的な評価を受けることも多い。

### ネットワークメディア
マスメディアに媒介された情報伝達を、1点を発信源とし多数の点を到達点とする構造になぞらえ、複数の送り手から複数の送り手へ情報が行き交うような仕組みを指して、「ネットワークメディア」と呼ぶことがある。
インターネットやパソコン通信はその代表的な形態である。ここに電話や郵便が加えられることもある。インターネットは様々な用途に用いられるため、電子掲示板や電子メール、あるいはブログをネットワークメディアとし、不特定多数へ向けた情報発信であるウェブページについてはマスメディアに近いものと考える場合もある。また、より情報の拡散性と結びつきが増したSNSやTwitterの台頭により、ソーシャルメディアという語も生まれている。
同様に、テレビ放送も、個々の番組ひとつひとつについては、少数の送り手から多数の受け手へという構図になっているが、チャンネル数の増加などによって、送り手が限定されている度合いが減っていると考える向きもある。地域によっては、地元自治体などの協力によって地元住民が番組を制作、放映できる体制になっているケーブル局もある。
但し、これらの通信を支える物理的な基盤、特にケーブルなどの通信網はしばしばツリー状の構造を持っており、その意味では多数の点の間にツリーと対比されるところのネットワーク状の構造があるわけではない。
ユーザの視点からは、テレビや出版は限られた作り手によって供給される情報を受け取るだけであるのに対して、インターネットや電話では情報の送り手がそれほど限定されていないことからこう呼ばれる。

### パーソナルメディア
主に使い手が情報を発信したり、記録、編集したりするために用いられるものを「パーソナルメディア」と言うことがある。これはマスメディアが情報の大量一括伝送であることと対比される。また、文脈によっては、これらのメディアを介した情報のやりとりが、比較的匿名性の低い知り合い同士の間で起こるものであること、パーソナルネットワーク、インターパーソナルネットワークなどと呼ばれる文脈で起こるものであることが強調されることもある。
カメラ、家庭用ビデオカメラ、テープレコーダー、などのほか、携帯電話やアマチュア無線、電子メールなどが含まれる。

### 双方向メディア
メディアの特性として、インタラクティビティ、双方向性などと呼ばれる性質が注目されることがある。テレビ番組の内容などについては、視聴者は間接的でごくわずかな影響力しか持っておらず、「受け手」にとどまるが、電話を介した会話の場合には双方が話題を提起したり、会話を打ち切ったりすることがある程度可能である。つまり、送り手と受け手の立場に立つことができ、両者の間では情報が必ず一方から他方へ伝達されるのではなく、双方向の伝達がある。こうしたメディアを指して、「双方向メディア」または「インタラクティブメディア」と言うことがある。
この双方向性、インタラクティビティの概念にも多少の幅がある。文脈によっては、より広義に双方向性を捉え、ウェブサイトやCD-ROMなどのように、利用者が自分の受け取る情報の種類や順序をある程度選択できるようになっているものを含める場合がある。ここでは、利用者の選択がコンピュータなどによって「受け取られ」それに対する応答として情報が提供されるため双方向性があると考えることができる。
批評家の東浩紀は、送信者と受信者の間の対称性の有無によってコンテンツ志向メディア（非対称性あり）とコミュニケーション志向メディア（非対称性なし）という対比を行っているが、この分け方ではコミュニケーション志向メディアは双方向メディアに相当する。

### 同期型メディアと非同期型メディア
情報の送信側と受信側の時間的なギャップに注目した場合、送信のタイミングとそれが閲覧されるタイミングがほぼ一致するものを「同期型メディア」、そうでないものを「非同期型メディア」という。例えば手紙・新聞・書籍といった紙媒体は非同期型であり、電話やテレビ放送は同期型であるといえる。インターネットは同期型・非同期型の両方の形態が存在し、チャットやインスタントメッセンジャーは同期型であるが、ブログ・電子掲示板などは非同期型といえる（ただし電子掲示板に常駐して新規の投稿がないかを強迫的に確認し続けるような利用の仕方をしていれば同期的といえる）。
批評家・社会学者の濱野智史は、単純な「同期」「非同期」の区分で論ずるのは難しいソーシャルウェアが登場しているとして、「擬似同期」（システム設計によってリアルタイム性を仮想的に実現しているニコニコ動画）や「選択同期」（非同期的に状態からユーザーの自発的な選択により一時的に同期的になるTwitter）といった用語を導入している。

### マルチメディア
メディアによって、伝達可能な情報の種類が制限されることがある。例えばラジオや電話では通常文字や映像は送れない。書籍では動画や音は送れない。文字、音声、映像、動画などを送るのに用いることができるメディアを指して、「マルチメディア」と言うことがある。

## メディアを用いて送られる情報
- 文字
  - 小説
- 音声
  - 音楽
- 画像
  - 絵画
  - 写真
  - 漫画
- 映像
  - アニメ
  - ドラマ
  - 映画
  - ビデオゲーム

実際にはこれらの情報もまたメディア（上記全てのメディアは手段である）であり、表現者が伝えたいものとしてよく口にする「感動」や「共感」などといった非常に不確実で抽象的な表現は、上記情報を介して送られる「意思」と「共感への欲求」などいう根本的なものを伝達していることを表している、と言える。